# جامعة الغوما
جامعة الغوما (بالإنجليزية: Algoma University)‏ هي جامعة عامة في كندا، تأسست عام 1965. تقع في مدينة سو ساينت ماري, أونتاريو.